# 明石市立魚住小学校
明石市立魚住小学校（あかししりつ うおずみしょうがっこう）は、兵庫県明石市にある公立小学校である。2024年度（令和6年度）現在の児童数は725名である。

## 概要
1872年9月4日に太政官より発された学制により、1873年（明治6年）5月に前身となる明誠学校、智徳学校、益習学校が設立される。1877年（明治10年）11月に 3校が合併して浜西簡易小学校と改称する。その後、1951年（昭和26年）1月10日、明石郡魚住村が明石市への編入に伴い、明石市立魚住小学校と改称する。
学校は、JR魚住駅から北に約1.5キロメートルに位置し、山陽道（西国街道）・（太山寺道）の旧街道に沿っている。周辺はキャベツなど近郊野菜栽培を中心に農業が盛んな地域。金ケ崎公園も1.5キロメートルと近くにある。また、全国高等学校野球大会2019年春夏ベスト4の明石商業高等学校が徒歩約12分にある。

## 沿革
- 1873年（明治6年）5月 - 清水村に明誠学校、浜西村に智徳学校、金ケ崎村に益習学校を設立。
- 1877年（明治10年）11月 - 3校が合併し現在地に新築、浜西簡易小学校と改称。
- 1891年（明治24年）- 校名を浜西尋常小学校と改称。
- 1901年（明治34年）6月2日 - 校舎を新築し浜西尋常高等小学校と改称。開校記念日とする。
- 1901年（明治34年）7月7日 - 高等科を併設。
- 1906年（明治39年）4月1日 - 校名を魚住尋常高等小学校と改称。
- 1907年（明治40年）5月1日 - 魚住村立第一実業補習学校を併設。
- 1916年（大正5年）5月12日 - 校名を魚住第一尋常高等小学校と改称。
- 1941年（昭和16年）- 校名を魚住国民学校と改称。
- 1947年（昭和22年）- 校名を明石郡魚住村立魚住小学校と改称。高等科を廃止。
- 1951年（昭和26年）1月10日 - 明石市への合併に伴い、校名を明石市立魚住小学校と改称[2]。
- 1970年（昭和45年）12月19日 - 70周年記念屋内体育館竣工式。
- 1973年（昭和48年）3月1日 - 新校舎竣工式。
- 1980年（昭和55年）3月25日 -清水小学校との分離。清水小学校開校。
- 1986年（昭和61年）11月15日 - 新校舎竣工式。
- 1995年（平成7年）6月17日 - プール竣工式。

## 教育目標
- 未来を生き抜く力の育成
  - 確かな学力をもつ子ども
  - 豊かな人間性をもつ子ども
  - 健やかな体と心をもつ子ども

## 通学区域
魚住小学校の通学区域は以下。
- 魚住町金ケ崎
  - 63-1、64-4、167から418、420から426、632から812、818、820から822、1070から1779。
- 魚住町長坂寺
  - 754から765、769-1、770から802、819、820、981、990から1384。
- 魚住町清水
  - 1から13、17から27、28-1、29、34-3、35-2、36-2、48-5.6.12、27から30、49から94、98から263、279から300、417から634、3001から3016。
- 魚住町西岡
  - 370-9、371から374、411、442から445、500、501、532から553、554(枝番無)、579から583、2188、2190から2199、2212-6.14から18.21から36、2213-5.7.9から19、2214から2226、 2227-8から10.15から23.33から38.45.48.50から62、2228から2230、2231-4.11.13から19、2232-6から9、2237-1、2238から2247、2248(枝番無)、2262から2275、2293-4、2294から2307、2308-5.19から26。

## 進路状況
ほとんどの児童は明石市立魚住東中学校へ進学するが、国私立中学校へ進学する児童もいる。

## 校区内の主な施設
- 魚住小コミュニティ・センター
- 魚住東コミュニティ・センター
- 魚住市民センター
- 明石商業高等学校
- 明石清水高等学校 * 明石市消防署魚住分署
- 金ケ崎公園
- 魚住北公園

## 交通
- JR山陽本線魚住駅から北に約1.5キロメートル（徒歩約20分)

## 通学区域が隣接している学校
- 明石市立清水小学校
- 明石市立錦浦小学校
- 明石市立錦が丘小学校
- 明石市立江井島小学校
- 明石市立山手小学校
- 神戸市立岩岡小学校